# Noue
Die Noue ist ein Fluss in Frankreich, der im Département Haute-Garonne in der Region Okzitanien verläuft. Sie entspringt am Plateau von Lannemezan, im Gemeindegebiet von Franquevielle, entwässert generell in östlicher Richtung durch die historische Provinz Comminges und mündet nach rund 44 Kilometern im Gemeindegebiet von Mancioux als linker Nebenfluss in die Garonne, nachdem sie den parallel verlaufenden Canal de Saint-Martory unterquert hat. Da sie in Trockenperioden wenig Wasser führt, wird sie – wie die meisten Flüsse am Plateau von Lannemezan – künstlich bewässert; in ihrem Fall durch die Louge, die wiederum ihr Wasser vom Canal de la Neste bezieht.

## Orte am Fluss
(Reihenfolge in Fließrichtung)
- Le Cuing
- Saux-et-Pomarède
- Latoue
- Aulon
- Séglan, Gemeinde Saint-Élix-Séglan
- Mancioux